# Bobsleigh aux Jeux olympiques de 1980
Pour des articles plus généraux, voir Bobsleigh aux Jeux olympiques et Jeux olympiques d'hiver de 1980.
Navigation
Innsbruck 1976 Sarajevo 1984
Les épreuves de bobsleigh aux Jeux olympiques d'hiver de 1980 se déroulent sur la piste de bobsleigh, luge et skeleton de Lake Placid du 15 au 24 février 1980.

## Podiums
| Épreuves                         | Or                                                                                          | Argent                                                        | Bronze                                                                         |
| -------------------------------- | ------------------------------------------------------------------------------------------- | ------------------------------------------------------------- | ------------------------------------------------------------------------------ |
| Bob à deux résultats détaillés   | Suisse Erich Schärer Joseph Benz                                                            | Allemagne de l'Est Bernhard Germeshausen Hans Jürgen Gerhardt | Allemagne de l'Est Meinhard Nehmer Bogdan Musiol                               |
| Bob à quatre résultats détaillés | Allemagne de l'Est Meinhard Nehmer Bogdan Musiol Bernhard Germeshausen Hans Jürgen Gerhardt | Suisse Erich Schärer Ulrich Bächli Rudolf Marti Joseph Benz   | Allemagne de l'Est Horst Schönau Roland Wetzig Detlef Richter Andreas Kirchner |

## Tableau des médailles
| Rang | Nation             | Or | Argent | Bronze | Total |
| ---- | ------------------ | -- | ------ | ------ | ----- |
| 1er  | Allemagne de l'Est | 1  | 1      | 2      | 4     |
| 2e   | Suisse             | 1  | 1      | 0      | 2     |

## Résultats

### Bob à deux
L'épreuve de bob à deux a lieu les 15 et 16 février.
| Rang                                | Athlètes                                   | Pays                     | Temps         |
| ----------------------------------- | ------------------------------------------ | ------------------------ | ------------- |
| Médaille d'or, Jeux olympiques      | Erich Schärer Josef Benz                   | Suisse - II              | 4 min 09 s 36 |
| Médaille d'argent, Jeux olympiques  | Bernhard Germeshausen Hans-Jürgen Gerhardt | Allemagne de l'Est - II  | 4 min 10 s 93 |
| Médaille de bronze, Jeux olympiques | Meinhard Nehmer Bogdan Musiol              | Allemagne de l'Est - I   | 4 min 11 s 08 |
| 4                                   | Hans Hiltebrand Walter Rahm                | Suisse - I               | 4 min 11 s 32 |
| 5                                   | Howard Siler Dick Nalley                   | États-Unis - II          | 4 min 11 s 73 |
| 6                                   | Brent Rushlaw Joseph Tyler                 | États-Unis - I           | 4 min 12 s 12 |
| 7                                   | Fritz Sperling Kurt Oberhöller             | Autriche - II            | 4 min 13 s 58 |
| 8                                   | Peter Hell Heinz Busche                    | Allemagne de l'Ouest - I | 4 min 13 s 74 |

### Bob à quatre
L'épreuve de bob à quatre a lieu les 23 et 24 février
| Rang                                | Athlètes                                                                 | Pays                     | Temps         |
| ----------------------------------- | ------------------------------------------------------------------------ | ------------------------ | ------------- |
| Médaille d'or, Jeux olympiques      | Meinhard Nehmer Bogdan Musiol Bernhard Germeshausen Hans-Jürgen Gerhardt | Allemagne de l'Est - I   | 3 min 59 s 92 |
| Médaille d'argent, Jeux olympiques  | Erich Schärer Ulrich Bächli Rudolf Marti Josef Benz                      | Suisse - I               | 4 min 00 s 87 |
| Médaille de bronze, Jeux olympiques | Horst Schönau Roland Wetzig Detlef Richter Andreas Kirchner              | Allemagne de l'Est - II  | 4 min 00 s 97 |
| 4                                   | Fritz Sperling Heinrich Bergmüller Franz Rednak Bernhard Purkrabek       | Autriche - I             | 4 min 02 s 62 |
| 5                                   | Walter Delle-Karth Franz Paulweber Gerd Zaunschirm Kurt Oberhöller       | Autriche - II            | 4 min 02 s 95 |
| 6                                   | Hans Hiltebrand Ulrich Schindler Walter Rahm Armin Baumgartner           | Suisse - II              | 4 min 03 s 69 |
| 7                                   | Peter Hell Hans Wagner Heinz Busche Walter Barfuss                       | Allemagne de l'Ouest - I | 4 min 04 s 40 |
| 8                                   | Dragos Panaitescu Dorel Cristudor Sandu Mitrofan Gheorghe Lixandru       | Roumanie - I             | 4 min 04 s 68 |